# Samantha Sterlyng
Samantha Sterlyng (Hagerstown, Maryland; 1 de abril de 1978) es una actriz pornográfica retirada estadounidense.

## Biografía
Sterlyng, cuyo nombre de nacimiento es Heather Pike, nació el primero de abril de 1978 en Hagerstown, ubicada en el condado de Washington, Maryland. Vivió unos años aquí, pero se crio en diversos lugares de Florida, Illinois, Carolina del Norte, Virginia Occidental y Pennsylvania. Se graduó en una escuela secundaria de Boonsboro (Maryland).
Dada que durante su infancia y juventud viajó a lo largo y ancho de los Estados Unidos con su familia, decidió seguir viajando por su cuenta, llegando a trabajar como gerente en un estudio fotográfico en Chicago, así como de recepcionista y atención al cliente en un establecimiento de California.
Sterlyng trabajó durante un año y medio como bailarina erótica, antes de ser descubierta por Mark Spiegler mientras bailaba en una fiesta. Samantha Sterlyng debutó en el cine pornográfico en 1999, a los 21 años de edad, con la película de temática lésbica Decadent Divas 3 dirigida por David Christopher.
Entre 2001 y 2002, Sterlyng copresentó un programa de temática erótica en la radio en línea KSEX.
En 2003, Sterlyng se trasladó desde Los Ángeles hasta Maryland, cerca de donde creció. En 2004 decidió retirarse, con más de 300 películas grabadas como actriz. Dejó la carrera pornográfica para trabajar como enfermera colegiada.